# Offranville
Offranville település Franciaországban, Seine-Maritime megyében. Lakosainak száma 3218 fő (2022. január 1.). Offranville Ambrumesnil, Colmesnil-Manneville, Hautot-sur-Mer, Ouville-la-Rivière, Saint-Aubin-sur-Scie, Sauqueville, Thil-Manneville, Tourville-sur-Arques és Varengeville-sur-Mer községekkel határos.

## Népesség
A település népességének változása:
| Lakosok száma | 3209 | 3066 | 3274 | 3119 | 3124 | 3143 | 3162 | 3191 | 3218 |
|               | 2013 | 2015 | 2016 | 2017 | 2018 | 2019 | 2020 | 2021 | 2022 |